# Culbert Olson

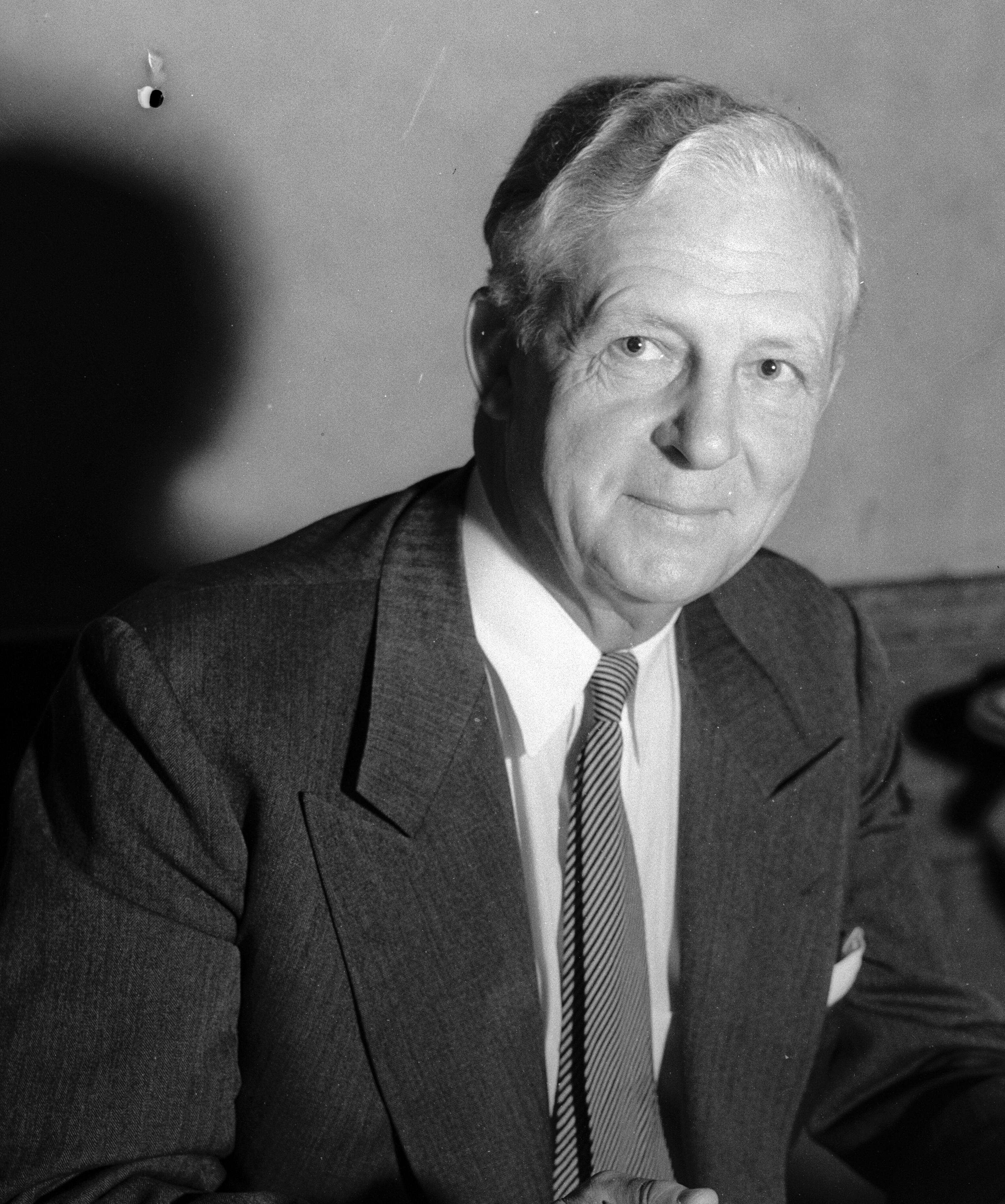
Culbert Olson (1935)

Culbert Levy Olson  (* 7. November 1876 in Fillmore, Millard County, Utah; † 13. April 1962 in Los Angeles, Kalifornien) war ein US-amerikanischer Politiker (Demokratische Partei). Er war von 1939 bis 1943 der 29. Gouverneur von Kalifornien.

## Jugend
Culbert war ein Sohn der Eheleute Daniel Olson und Delilah King. Seine Mutter gehörte der Frauenrechtsbewegung an und wurde als erste Frau in Utah in ein öffentliches Amt gewählt. Die Eltern gehörten der Glaubensgemeinschaft der Mormonen an. Culbert allerdings glaubte nicht an die Existenz Gottes und wurde Atheist. Das entfremdete ihn von seinen Eltern. Nach der Grundschule arbeitete er kurzzeitig in einem Telegrafenamt. Dann studierte er an der Brigham Young University in Provo Jura und Journalismus. Nach Abschluss des Studiums arbeitete er als Journalist für die Zeitung „Daily Ogden Standard“. In der Folge setzte er sein Jura-Studium in Michigan und an der George Washington University in Washington, D.C. fort. 1901 wurde er schließlich in Utah als Rechtsanwalt zugelassen.

## Karriere in Utah
1901 ließ er sich in Salt Lake City nieder und eröffnete eine Anwaltskanzlei, die vor allem durch Verteidigungen von Gewerkschaftern oder politisch progressiv eingestellten Klienten bekannt wurde. 1916 entschloss er sich endgültig politisch tätig zu werden. Nachdem er bereits 1896 in seiner Zeitung massiv für den demokratischen Präsidentschaftskandidaten William Jennings Bryan Partei ergriffen hatte, ließ er sich nun in das Repräsentantenhaus von Utah wählen. Dort setzte er sich gegen Kinderarbeit, für Renten für ältere Arbeitnehmer und für eine bessere Kontrolle von öffentlichen Einrichtungen ein. Auf eine Wiederwahl im Jahr 1920 verzichtete er allerdings und verlegte seinen Wohnsitz nach Los Angeles in Kalifornien.

## Neuanfang  in Kalifornien
In Los Angeles ließ er sich als Anwalt nieder und erwarb sich bald einen ähnlich guten Ruf wie zuvor in Utah. Dabei verlor er nie die Politik aus den Augen. 1924 unterstützte er Robert M. La Follette sr. und 1932 Franklin D. Roosevelt in deren Wahlkämpfen um die Präsidentschaft. 1934 bewarb er sich erfolgreich als Demokrat um einen Sitz im Senat von Kalifornien. Gleichzeitig unterstützte er den ehemaligen Sozialisten Upton Sinclair, der sich, allerdings erfolglos, um das Amt des Gouverneurs bewarb. Im kalifornischen Senat war er ein Befürworter von Präsident Franklin Roosevelts New Deal Programm. Außerdem setzte er sich gegen Monopolstellungen von Mineralölkonzernen ein. Für die Gouverneurswahlen 1938 wurde er mit Unterstützung von Roosevelt von den Demokraten als deren Kandidat aufgestellt. Sein Gegenkandidat war Amtsinhaber Frank Merriam, der inzwischen sowohl bei den Konservativen als auch bei liberaleren Kräften äußerst unpopulär war. Infolgedessen gelang Olson ein klarer Sieg mit 52 gegen 44 Prozent der Stimmen ein komfortabler Sieg. Damit endete eine jahrzehntelange Niederlagenserie der Demokratischen Partei in Kalifornien. Seit 1895, als James Budd die Wahlen gewann, hatte es kein Demokrat mehr in das höchste Regierungsamt Kaliforniens geschafft.

## Gouverneur von Kalifornien
Am 2. Januar 1939 trat Olson sein Amt als 29. Gouverneur von Kalifornien an. Der Beginn seiner Amtszeit wurde von persönlichen Problemen überschattet. Nur 4 Tage nach Amtsantritt erlitt er einen Zusammenbruch, den die Ärzte auf ein schwaches Herz zurückführten. Kurz darauf starb seine Frau Kate. Politisch suchte er ein freundschaftliches Verhältnis zu Gewerkschaftsführern aufzubauen. Unter seinem konservativen Vorgänger Merriam war das Verhältnis zu den Gewerkschaften seit den Tagen des Hafenarbeiterstreiks in San Francisco im Sommer 1934 nachhaltig gestört. Im September 1939 begnadigte er Thomas Mooney, der seit 1916 wegen einer angeblichen Beteiligung an einem Attentat, inhaftiert war, dessen Schuld aber nie bewiesen wurde. Dessen angeblicher Komplize Willings wurde einen Monat später ebenfalls begnadigt. Politisch hatte er einen schweren Stand. Die Mehrheit im Parlament sah in ihm einen Freund der Linken und Kommunisten. Daher wurden viele seiner Anträge abgelehnt oder blieben im Ansatz stecken. Als Atheist war er besonders gegenüber der Katholischen Kirche sehr misstrauisch und versuchte, vergeblich, ihren Einfluss im Erziehungsbereich zu verringern. Alle diese politischen Aktivitäten wurden ab Dezember 1941 überschattet von den Folgen des nun auch für die Vereinigten Staaten beginnenden Zweiten Weltkriegs. Durch den Angriff der Japaner auf Pearl Harbor, Hawaii, am 7. Dezember 1941 wurden die USA in den Krieg hineingezogen. An der Westküste, und besonders in Kalifornien entstand nun eine teilweise panische Angst vor einer eventuellen japanischen Invasion. Am 19. Februar 1942 ordnete Präsident Roosevelt an, alle an der Westküste lebenden Menschen japanischer Abstammung zu verhaften und in Lagern unter Bewachung zu stellen. Damit wollte man eine eventuelle japanische Verschwörung verhindern. Gouverneur Olson stimmte der Maßnahme Roosevelts eher halbherzig zu, beugte sich aber den Argumenten des Präsidenten. Die Wahlen des Jahres 1942 standen ebenfalls im Schatten des Krieges. Die Republikaner warfen Olson nach wie vor eine linke Gesinnung vor. Sie beschuldigten ihn außerdem in Kriegszeiten parteipolitische Ziele verfolgt zu haben. Herausforderer von Olson wurde Attorney General Earl Warren. Warren, ein liberaler Republikaner, versprach eine moderate und neutrale Politik, besonders in diesen schweren Kriegszeiten. Schließlich gewann Warren die Wahlen mit großem Vorsprung (57 gegen 41 Prozent der Stimmen). Später gab Olson den Katholiken und einer privat gesteuerten Verschwörung gegen ihn die Schuld an seiner Niederlage.

## Lebensabend und Tod
Nach dem Ende seiner Amtszeit praktizierte Olson wieder als Rechtsanwalt. In den 1950er Jahren machte er nochmals Schlagzeilen als das Staatsrepräsentantenhaus ein Gesetz verabschiedete, das katholische Schulen von der Grundsteuer befreite, und Olson, seiner Meinung treu bleibend, dagegen klagte. 1957 wurde er Präsident einer Vereinigung, die sich „United Secularists of America“ nannte und in der sich vor allem Atheisten und Freidenker organisierten. Olson starb am 13. April 1962 im Alter von 85 Jahren.

## Familie
Er war mit Kate Jeremy verheiratet, die kurz nach seiner Amtseinführung zum Gouverneur verstarb. Das Paar hatte drei Söhne.